# Zhang Yi (stratega)
Zhang Yi (prima del 329 AC – 309 AC) nacque nello stato di Wei durante il Periodo dei regni combattenti.
Fu un importante stratega nell'aiuto dei Qin a dissolvere l'unità degli altri stati, e quindi aprire la strada ai Qin per unificare la Cina.
Era un sostenitore di un'alleanza orizzontale, a differenza di Su Qin, i quali entrambi erano aderenti ala Scuola della Diplomazia.
Zhang Yi studiò sotto Guiguzi e imparò politica e relazioni straniere.
Dopo che Su Qin morì, Zhang lasciò Guiguzi, e arrivò allo Stato di Chu dove fu accusato ingiustamente di aver rubato una gemma.
Nel 329 AC si spostò quindi nello Stato di Qin, e conobbe il re Hui dei Qin, che aveva appena deposto Su.
Egli lo accettò come ministro e nel 328 AC condusse con un successo una campagna contro lo Stato di Wei, acquisendone parte dei territori. 
A quel tempo, l'alleanza tattica verticale di Qin influenzò la Cina e formò una sorta di unità tra gli Stati di Han, Zhao, Wei, Chu, Yan e Qi.
Zhang negoziò ripetutamente con gli Han, Zhao, Wei, Chu, Yan e Qi, distruggendo in tal modo i loro rapponti con un'alleanza orizzontale e aprendo la strada all'unificazione della Cina da parte dei Qin.